# 엉클 그랜파
《엉클 그랜파》(Uncle Grandpa)는 2013년부터 2017년까지 카툰 네트워크에서 방송된 미국의 텔레비전 애니메이션이다. 《Secret Mountain Fort Awesome》의 파생작이며, 카툰 네트워크 스튜디오에서 제작되었다. 이 시리즈는 카툰 네트워크의 프로젝트였던 The Cartoonstitute의 동명의 단편 애니메이션을 기반으로 제작되었다. 또한 《엉클 그랜파》는 《Secret Mountain Fort Awesome》의 번외작이며, 카툰 네트워크 스튜디오에서 제작되었다.

## 제작
2008년에 《냠냠 차우더》의 스토리보드 아티스트였던 Peter Browngardt는 《엉클 그랜파》 파일럿을 만들었고, 2009년에 《The Cartoonstitute》의 일부로서 카툰 네트워크 비디오에 온라인으로 공개되었다. 파일럿은 성공했지만 이내 자체 시리즈로 제작되지는 않았다.
2011년에 카툰 네트워크의 프로그램 《Secret Mountain Fort Awesome》이 방송되었으나, 시청률이 다른 프로그램들에 뒤쳐지면서 크게 성공하지 못하고 2012년 2월에 방영이 종료되었다. 이러한 실패에도 불구하고 《Secret Mountain Fort Awesome》은 안시 국제 애니메이션 영화제에서의 TV 크리스털 제작상을 포함한 여러 상을 수상했고, 이것은 Browngardt가 《엉클 그랜파》 시리즈를 제작하고자 하는 원동력이 되었다.
2013년 7월 27일과 28일에 카툰 네트워크는 Big Fan Weekend 기간 동안 《클라렌스는 엉뚱해!》와 《스티븐 유니버스》, 《엉클 그랜파》의 일부 편을 미리 방송하였다.

## 등장 인물

### 주요
- 엉클 그랜파 (성우: 피터 그라운가드/최한)

작품의 주인공. 어른이지만 캠핑카를 타고 다니며 모든 사람의 동심의 세계를 해결하고 다니는 마법사 같은 존재. 문제를 일으키기도 하지만 스스로 해결한다. 나이가 엄청나게 많으며 엉클 그랜파의 의미부터 이미 아저씨 할아버지이다.
- 똥배 가방 (성우: 에릭 바우자/엄상현) − 엉클 그랜파가 허리에 차고 다니는, 지퍼가 달린 말하는 빨간 가방. 엉클 그랜파의 절친이며 그가 필요로 하는 모든 물건을 갖고 있다.
- 피자 스티브 (성우: 애덤 더바인/정재헌)

선글라스를 쓰고 다니며 언제나 멋지고 폼내게 사는 걸 좋아하는 피자 한 조각.
- 미스터 거스 (성우: 케빈 마이클 리처드슨/시영준)

1억 만 년 동안 긴 세월을 살았었던 공룡으로 언제나 신중하고 평화롭고 조용히 지내는 것을 좋아한다. 엉클 그랜파 일당 중 가장 힘이 세다. 말썽꾸러기 아기공룡인 릴 맥은 미스터 거스의 여동생의 아들이다.
- 대빵 큰 진짜 나는 호순이 − 엉클 그랜파가 타고 다니는, 오려낸 사진 형태의 암컷 호랑이. 무지개 방귀를 뀌며 날아다닌다.

### 순환
- 긍정 곰 (성우: 오디 해리슨/엄상현)과 소심 핫도그 (성우: 에릭 바우자/이장원): 세그먼트 〈New Experiences〉에 등장한다. 긍정 곰은 활발하고 새로운 경험을 하는 것에 긍정적인 곰인형인 반면, 소심 핫도그는 우울하고 자신에게 좋지 않은 일이 일어날 거라 생각한다.
- 로봇 보이 (성우: 톰 케니/홍범기)
- 자르나 (성우: 에릭 바우자/정유미) - 모터사이클에 넣을 기름을 찾으러 다니는 엄청난 근육질의 여전사.
- 벨리 (성우: 재커리 고든/신용우)
- 프랭키 (성우: 마크 해밀/이장원)
- 앤트 그랜마 / 프리실라 존스 (성우: 레나 히데이/여민정) − 영국 억양과 '앤트 그랜마'라는 이름을 쓰며, 엉클 그랜파에게 복수하기 위해 그의 행세를 하는 여성.

## 에피소드
| 시즌 | 시즌   | 회수 | 방송 날짜        | 방송 날짜        |
| 시즌 | 시즌   | 회수 | 시즌 시작        | 시즌 종료        |
| ---- | ------ | ---- | ---------------- | ---------------- |
|      | 파일럿 | 3    | 2008년           | 2012년 3월 15일  |
|      | 1      | 52   | 2013년 9월 2일   | 2015년 2월 26일  |
|      | 2      | 26   | 2015년 3월 5일   | 2015년 12월 15일 |
|      | 3      | 26   | 2015년 12월 16일 | 2016년 7월 1일   |
|      | 4      | 26   | 2016년 7월 1일   | 2016년 12월 15일 |
|      | 5      | 26   | 2016년 12월 16일 | 2017년 6월 30일  |
|      | 단편   | 8    | 2015년 7월 19일  | 2016년 10월 31일 |
|      | 특집   | 특집 | 2015년 4월 2일   | 2015년 4월 2일   |

## 프랜차이즈

### 만화책
2014년 4월 30일, Boom! Studios는 《엉클 그랜파》 만화책을 KaBOOM! 브랜드를 통해 발매될 것이라 예고했고, 2014년 10월부터 단행본으로 출간되었다.

## 수상
| 년도 | 시상식                      | 수상 부문                                           | 후보 | 결과 |
| ---- | --------------------------- | --------------------------------------------------- | --- | ---- |
| 2010 | 프라임타임 에미상           | 프라임타임 에미상 최우수 단편 애니메이션            | Peter Browngardt, Janet Dimon, 로버트 알바레즈, 롭 렌제티, 크레이그 맥크라켄, 브라이언 A. 밀러, 제니퍼 펠프리, 롭 소처 (for "Uncle Grandpa"'s pilot from The Cartoonstitute) | 후보 |
| 2014 | 프라임타임 에미상           | 애니메이션 부문 최우수 개인공로상                   | 닉 에드워즈 (〈어둠이 무서워요〉편) | 수상 |
| 2015 | 안시 국제 애니메이션 영화제 | 텔레비전 프로그램                                   | 맥스 윈스턴과 Peter Browngardt (〈Guest Directed Shorts〉에서의 "토탈 리얼리티")                                                                                             | 후보 |
| 2016 | 애니상                      | Voice Acting in an Animated TV/Broadcast Production | 케빈 마이클 리처드슨 (〈Uncle Grandpa at the Movies〉에서의 미스터 거스 역으로)                                                                                              | 후보 |